# James Sieveright
James Sieveright est un agriculteur canadien du XIXe siècle et une figure du canton de Gloucester.
Il naît dans l'Aberdeenshire, en Écosse. En 1824, ses parents émigrent dans l'ancienne province du Haut-Canada. En 1850, il devient le premier préfet du canton de Gloucester où il accomplit un deuxième mandat en 1865. James Sieveright a également été capitaine de la milice locale et de la justice de paix.